# Kalundborgmotorvejen
Kalundborgmotorvejen er en foreløbig 13,4 km lang motorvej på Sjælland. Motorvejen udgør den østligste del af Primærrute 23. Motorvejens første etape blev officielt indviet den 27. august 2013 af transportminister Pia Olsen Dyhr.

## Forløb
Motorvejen går fra Holbækmotorvejen syd for Tempelkrogen i vestlig retning mod Kalundborg. Motorvejen krydser Primærrute 57, passerer syd om Nørre Jernløse og ender ved Knabstrup, hvor den som Skovvejen fortsætter som motortrafikvej. Der er planlagt linjeføring resten af vejen til Kalundborg, anlægsloven blev vedtaget den 30. november 2023.[kilde mangler]

## Etaper
| Etaper                | Etaper    | Etaper     | Etaper    | Etaper | Etaper | Etaper    | Etaper       |
| Fra                   | Frakørsel | Til        | Frakørsel | Baner  | KM     | Åbningsår | Bemærkninger |
| --------------------- | --------- | ---------- | --------- | ------ | ------ | --------- | ------------ |
| Motorvejskryds Holbæk |           | Kvanløse   | 2         | 4      | 6,9    | 2013      |              |
| Kvanløse              |           | Dramstrup  |           | 4      | 6,5    | 2019      |              |
| Dramstrup             |           | Kalundborg |           | 4      | 30     | 2028      |              |

## Historie
Skovvejen blev i 1950'erne samt især i 1960'erne og 1970'erne udbygget som en af Danmarks første motortrafikveje i ca. 34 km nyt tracé. Trods udbygningen af Skovvejen opstod der efterhånden et stigende ønske om bedre trafikforbindelser mellem Kalundborg og Holbæk. Folketinget vedtog 29. januar 2009, at rute 23 mellem Holbækmotorvejen og Regstrup skulle opgraderes til motorvej på de første ca. 6 km. Denne aftale er også kendt som 1. etape af Kalundborgmotorvejen. Denne 1. etape åbnede 27. august 2013 på strækningen fra Motorvejskryds Holbæk ved Elverdam til til-/frakørsel 2 Kvanløse. Folketinget vedtog i april 2015 loven om anlæg af motorvej syd om Regstrup også kendt som 2. etape af Kalundborgmotorvejen. Det drejede sig om en ca. 6,5 km lang strækning mellem Kvanløse, hvor den eksisterende Kalundborgmotorvej sluttede, og videre syd om Regstrup med tilslutning til Skovvejen omtrent ud for Dramstrup. De første 4 km af 2. etape, dvs. fra Kvanløse forbi til-/frakørsel 3 til et stykke efter Nr. Jernløse, åbnede for trafik i maj 2019, mens de resterende ca. 2,5 km frem til Dramstrup åbnede for trafik den 20. september 2019. Linjeføringen af resten af en fremtidig motorvejsstrækning fra Dramstrup til Kalundborg er fastlagt, anlægsloven blev vedtaget den 30. november 2023.